# Motyčská hoľa
Motyčská hoľa (1292 m) – szczyt w Wielkiej Fatrze w Centralnych Karpatach Zachodnich na Słowacji. Znajduje się we wschodniej części Wielkiej Fatry, w grzbiecie wododziałowym, rozdzielającym dorzecze Wagu na północy od dorzecza Hronu na południu, w połowie odległości między szczytem Zwolenia a przełęczą Veľký Šturec, ok. 2 km na północny zachód od miejscowości Donovaly. Północne stoki opadają do doliny Veľká Sutecká, południowe do doliny Starohorskiego potoku (Starohorský potok).
Szczyt Motyčskiej hoľi porasta las, ale przełęcz po jej wschodniej stronie (sedlo Prípor) jest trawiasta. Rozciąga się z niej rozległy widok na południową stronę i ograniczony na północ.
Nazwa szczytu pochodzi od znajdującej się u jego południowych podnóży miejscowości Motyčky.

## Szlaki turystyczne
Przez szczyt prowadzi Cesta hrdinov SNP, najdłuższy szlak turystyczny na Słowacji.
  odcinek: Donovaly – Zvolen – sedlo Prípor – Motyčská hoľa – Veľký Šturec. Czas przejścia: 3.05 h, ↓ 3 h